# Gevangenis van Hasselt
De gevangenis in de Belgische stad Hasselt werd in gebruik genomen in 2005 en is daarmee een van de nieuwste gevangenissen in België. Ze is de enige in de provincie Limburg en verving de oude gevangenis van Hasselt, die nu de rechtenfaculteit van de Universiteit Hasselt huisvest, en de gevangenis van Tongeren, die nu een jeugdinrichting is. De gevangenis ligt tussen het Albertkanaal, de Herkenrodesingel (R71), de Demer en spoorlijn 21A.
De bouw startte in april 2002 en was voltooid in oktober 2004. Op 19 maart 2005 werd de gevangenis in gebruik genomen. Ze is niet volgens het stervormig model-Ducpétiaux gebouwd, in tegenstelling tot de oude gevangenis van Hasselt en de meeste andere Belgische gevangenissen. Sinds 2018 maakt het complex deel uit van Campus H, een veiligheidssite die de lokale politie, de brandweer, de hulpcentrales en verscheidene administratieve diensten in Hasselt samenbrengt op één plek 
De gevangenis van Hasselt doet dienst als arrest- en strafhuis en biedt plaats aan 420 mannen en 30 vrouwen. Er is een arresthuis voor personen in voorhechtenis, twee afdelingen voor mensen die een lange gevangenisstraf ondergaan, een kleine afdeling voor de uitvoering van korte straffen en een afdeling voor vrouwelijke gedetineerden.